# Ruby Hunter
Ruby Charlotte Margaret Hunter, née le 31 octobre 1955 en Australie-Méridionale et morte le 17 février 2010, est une chanteuse, auteur-compositeur et guitariste australienne.

## Biographie
Née près du fleuve Murray en Australie-Méridionale au sein d'une tribu ngarrindjeri, Ruby Hunter est séparée de force de sa famille à huit ans pour être placée dans des familles d'accueil et des institutions gouvernementales. Adolescente, elle se retrouve dans la rue à Adélaïde où elle rencontre Archie Roach, lui aussi des Générations volées, avec qui elle collabore professionnellement et qui devient son époux. En 1990, elle écrit un titre, Down City Streets, dans le premier album d'Archie Roach, Charcoal Lane. En 1994, elle devient la première Aborigène à produire via un label important un album solo Thoughts Within qui est nommé en 1995 par les ARIA Music Awards dans les meilleurs albums de musique indigène de l'année. L'édition de l'année 2000 (en) nomme également son album Feeling Good dans la catégorie Best Blues & Roots Album. Avec cet album, elle est aussi récompensée par un Deadly Award (en) comme Artiste féminin de l'année. Elle gagne deux autres Deadly Awards : en 2003 pour sa contribution extraordinaire à la musique aborigène et des indigènes du détroit de Torrès et en 2004 pour l'excellence en musique cinématographique et théâtrale.
Elle fait en 2001 ses débuts d'actrices dans One Night the Moon (en). Avec Archie Roach et Paul Grabowsky (en) du Australian Art Orchestra (en), elle écrit et joue le concert Ruby's Story, qui raconte sa vie à travers des chansons et des proses.
Ruby Hunter meurt d'une attaque cardiaque à son domicile le 17 février 2010. Son mari Archie Roach fonde alors la Ruby's Foundation pour continuer ses engagements. La fondation se consacre à créer des opportunités pour les personnes aborigènes par la promotion, la célébration et le soutien des arts et de la culture aborigène.

## Discographie

### Albums
- Thoughts Within – Mushroom (MUSH32309.2) (1994)
- Feeling Good – Mushroom (MUSH332672) (21 janvier 2000)
- Ruby with Archie Roach, Australian Art Orchestra & Paul Grabowsky – Australian Art Orchestra (AAO16) (2005)

### Contributions
- The Rough Guide to Australian Aboriginal Music (en) – World Music Network (en) (1999)